# Sértolovo
Sértolovo (en ruso: Се́ртолово, finés: Sierattala) es una localidad del raión de Vsevolozhsk, óblast de Leningrado, en Rusia. Está ubicada al norte de San Petersburgo. Cuenta con una población de 43 813 habitantes (2010).

## Historia
Fue fundada en 1936, con el fin de fortalecer la frontera norte de Unión Soviética, en el lugar de un antiguo asentamiento ingrio, cuyos habitantes fueron deportados. Alcanzó el estatus de asentamiento de tipo urbano en 1977, y el de gorod (ciudad) en 1999.
El nombre de Sértolovo proviene del río Sirotale que corre por el área de la localidad.